# トルン
トルン（Toruń (イギリス: [ˈtɒrʊnjə], アメリカ: [ˈtɔːruːn(jə), ˈtoʊruːn], ポーランド語: [ˈtɔruɲ] ( 音声ファイル); ドイツ語: Thorn)）は、ポーランド中北部ヴィスワ川のほとりに位置する工業都市で、クヤヴィ＝ポモージェ県の県議会所在地。1998年までは旧トルン県の県都であった。1997年に旧市街が世界遺産に登録された。トルンは、中世からプロイセン領内にあった都市。
トルンはブィドゴシュチュからヴィスワ川を遡り東南東に40kmほどのところにある。2003年にはブィドゴシュチュ医科大学がトルン大学に統合された。
日本語ではトルンの表記の他、トルニと表記されることも多い。

## 名前の由来
1226年の記録には「Thorn」として登場し、1466年ごろの文書には「Thorun」、「Turon」、「Toron」、「Turun」、「Thoron」などという名で記述されていて、15世紀以降のポーランド王国支配下後は現在のポーランド語名称「Toruń」となっている。
トルンの名称の起源についてはいくつかの説がある。
1. 十字軍によって樹立されたエルサレム王国に「Toron」という町があり、この名に由来した「Thorn」という町をドイツ騎士団がかつてトルンがあった場所（古トルン）に建設した。
2. ポーランド語で「道」、「軌道」あるいは「（水の）流れ」を意味する「tor」に由来する。つまり「流れ（沿い）の町」、「ヴィスワのほとりの町」を意味する。
3. 「Toron」という人物の名前に由来している。つまり、「Toronの町」を意味する。
4. 「tarnina（りんぼく）の町」を意味する「Tarnów」に由来する。Tarnów という名の町はポーランド各地にある。これがのちにドイツ語化して「Thorn」となり、ふたたびポーランド語化されて「Toruń」となった。
5. 北欧神話の神、トールに由来する。

しかし、「Toruń」にも「Thorn」にも語源的意味はないとする主張もある。 
ドイツ騎士団国時代はトルンの名をたいてい「Thorun」と綴り、のちにトルンがポーランド王国領に入ると12世紀にポーランドに導入されたラテン文字での文書には「Thorun」、「Thorunium」、「civitas Thorunensis」、「civitas Torunensis」と記述されるようになった。その後「Thorn」となり、第二次世界大戦後にポーランド領になると、現代の名称「Toruń」になった。

## 歴史
- 紀元前12～11世紀　－　ラウジッツ文化時代に要塞として建設
- 8世紀～12世紀 - ヴィスワ川の渡し場の近くに存在
- 1230年 - ドイツ騎士団が古トルンに要塞を建てる
- 1233年12月22日　－　ドイツ騎士団総長のヘルマン・フォン・ザルツァとHermann Balkは調印し、都市としての権利を獲得。この後2世紀以上の間、ドイツ騎士団国家に含まれる。
- 1236年 - 現在トルンがある場所へ移動
- 1264年 - 新市街の建設
- 1280年 - 騎士団と東方植民の影響下によってハンザ同盟に加盟、この時期トルンは発展して重要な商業中心地となる。
- 1410年 - タンネンベルクの戦い。ポーランド・リトアニア連合が騎士団に勝利する。
- 1411年 - 第一次トルンの和約。ドイツ騎士団とポーランド・リトアニア連合が和約。
- 1440年 - プロイセン連合に加盟。
- 1454年 - ドイツ騎士団に対するプロイセン連合の反乱をきっかけに、十三年戦争が始まる。 騎士団の城を破壊し、新市街と旧市街を連結する
- 1466年 - 第二次トルンの和約 。ドイツ騎士団国の西部地域は王領プロイセンとなり、ポーランド王国支配下に入る。
- 1473年 - ミコワイ・コペルニク（コペルニクス）がトルンで生まれる
- 1500年 - 聖ヨハネ大聖堂に「Tuba Dei」の鐘が吊るされる。
- 16世紀 - 住民の大半がプロテスタントに改宗
- 17世紀 - スウェーデンとの大北方戦争で街が荒廃する。プロテスタント教徒とカトリック教徒の間は宗教上緊張した関係となる。
- 1724年 - 「トルン騒動」が起きる
- 18世紀中盤  - 人口50%は紳士階級や中流階級はドイツ語を話すプロテスタント、残り50%はカトリックのポーランド人。
- 1793年 - プロイセン王国に併合される
- 1807年 - ティルジット条約によりワルシャワ公国に編入
- 1815年 - ポーランド分割、ウィーン会議の決定によりふたたびプロイセン王国領になる。
- 1816年 - プロイセン王国はドイツ帝国になる。
- 1919年 - ポーランド領になる
- 1939年 - ナチス・ドイツが占領した。第二次世界大戦で旧市街は捕虜収容所として使用されたが、戦闘地から離れていたため中世の街並みはほぼ戦災被害に遭わずに済む
- 1945年 - 共産主義のポーランド人民共和国となる。大学を誘致

## 気候
| トルンの気候                                                | トルンの気候  | トルンの気候  | トルンの気候  | トルンの気候 | トルンの気候 | トルンの気候 | トルンの気候 | トルンの気候 | トルンの気候 | トルンの気候 | トルンの気候 | トルンの気候  | トルンの気候   |
| 月                                                          | 1月           | 2月           | 3月           | 4月          | 5月          | 6月          | 7月          | 8月          | 9月          | 10月         | 11月         | 12月          | 年             |
| ----------------------------------------------------------- | ------------- | ------------- | ------------- | ------------ | ------------ | ------------ | ------------ | ------------ | ------------ | ------------ | ------------ | ------------- | -------------- |
| 最高気温記録 °C （°F）                                      | 12.8 (55)     | 17.1 (62.8)   | 23.4 (74.1)   | 31.2 (88.2)  | 32.3 (90.1)  | 36.6 (97.9)  | 38.2 (100.8) | 37.5 (99.5)  | 35.1 (95.2)  | 28.2 (82.8)  | 19.9 (67.8)  | 15.6 (60.1)   | 38.2 (100.8)   |
| 平均最高気温 °C （°F）                                      | 1.4 (34.5)    | 3.2 (37.8)    | 7.6 (45.7)    | 14.6 (58.3)  | 19.8 (67.6)  | 23.0 (73.4)  | 25.1 (77.2)  | 24.9 (76.8)  | 19.3 (66.7)  | 13.1 (55.6)  | 6.6 (43.9)   | 2.7 (36.9)    | 13.4 (56.1)    |
| 日平均気温 °C （°F）                                        | −1.1 (30)     | −0.1 (31.8)   | 3.2 (37.8)    | 8.8 (47.8)   | 13.8 (56.8)  | 17.1 (62.8)  | 19.3 (66.7)  | 18.9 (66)    | 13.9 (57)    | 8.7 (47.7)   | 4.0 (39.2)   | 0.4 (32.7)    | 8.9 (48)       |
| 平均最低気温 °C （°F）                                      | −3.8 (25.2)   | −3.1 (26.4)   | −0.9 (30.4)   | 3.1 (37.6)   | 7.8 (46)     | 11.3 (52.3)  | 13.6 (56.5)  | 13.2 (55.8)  | 9.1 (48.4)   | 5.0 (41)     | 1.5 (34.7)   | −2.1 (28.2)   | 4.6 (40.3)     |
| 最低気温記録 °C （°F）                                      | −32.4 (−26.3) | −29.3 (−20.7) | −26.5 (−15.7) | −8.6 (16.5)  | −7.2 (19)    | −1.4 (29.5)  | 3.1 (37.6)   | 1.4 (34.5)   | −3.7 (25.3)  | −10.1 (13.8) | −22.8 (−9)   | −24.5 (−12.1) | −32.4 (−26.3)  |
| 降水量 mm （inch）                                          | 32.7 (1.287)  | 27.3 (1.075)  | 32.2 (1.268)  | 29.6 (1.165) | 51.2 (2.016) | 55.7 (2.193) | 90.6 (3.567) | 63.9 (2.516) | 55.8 (2.197) | 37.9 (1.492) | 33.5 (1.319) | 38.5 (1.516)  | 548.8 (21.606) |
| 平均降水日数 （≥0.1 mm）                                    | 16.07         | 13.30         | 13.33         | 10.73        | 12.83        | 13.47        | 13.63        | 12.53        | 11.63        | 12.73        | 14.27        | 16.27         | 160.80         |
| 平均降雪日数 （≥0 cm）                                      | 14.8          | 12.1          | 5.4           | 0.5          | 0.0          | 0.0          | 0.0          | 0.0          | 0.0          | 0.0          | 2.3          | 9.1           | 44.2           |
| % 湿度                                                      | 87.1          | 83.2          | 76.7          | 68.3         | 67.8         | 68.9         | 70.2         | 70.7         | 77.8         | 83.1         | 89.0         | 88.9          | 77.6           |
| 平均月間日照時間                                            | 44.7          | 68.2          | 124.0         | 196.1        | 244.0        | 237.4        | 239.2        | 233.5        | 157.3        | 106.7        | 44.2         | 34.9          | 1,730.1        |
| 出典1：Institute of Meteorology and Water Management        |               |               |               |              |              |              |              |              |              |              |              |               |                |
| 出典2：Meteomodel.pl (records, relative humidity 1991–2020) |               |               |               |              |              |              |              |              |              |              |              |               |                |

## 地理
ワルシャワからの距離はおよそ180kmで、ヴィスワ川の中流に位置する。

## トルン出身の人物
- ニコラウス・コペルニクス:天文学者[17]
- サムエル・リンデ:言語学者
- カジミェシュ・セロツキ:作曲家

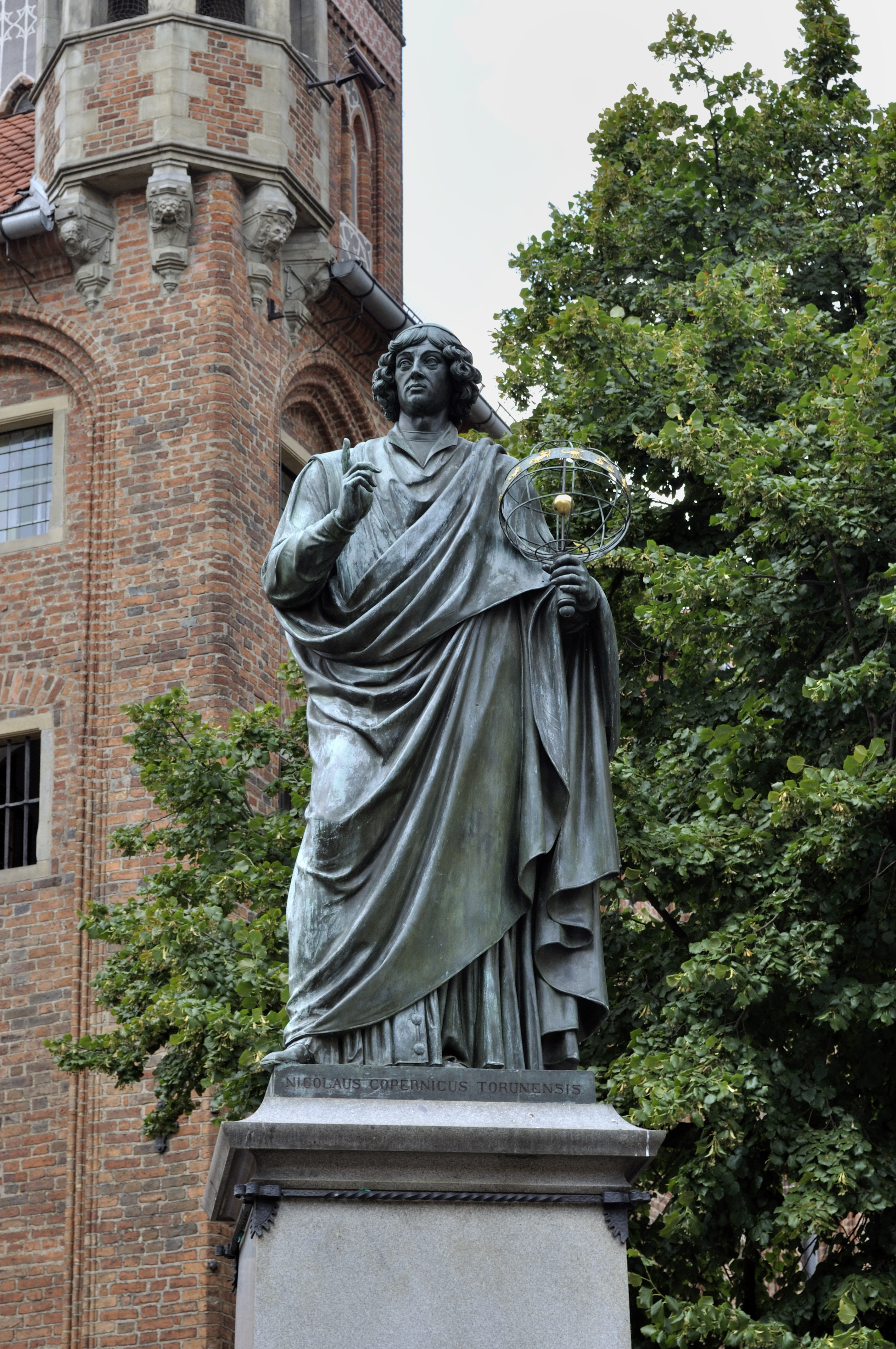
ニコラウス・コペルニクスの記念碑

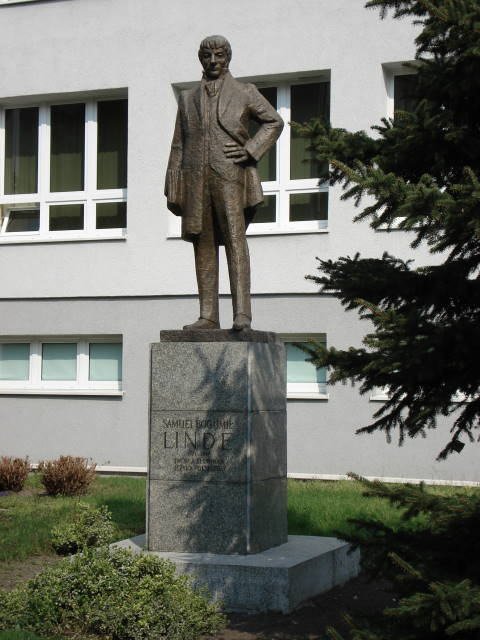
サムエル・リンデの記念碑

- アレクサンデル・ヴォルシュチャン:太陽系外惑星を初めて発見した天文学者

## 姉妹都市
- フィラデルフィア（アメリカ合衆国）1976年
- ゲッティンゲン（ドイツ連邦共和国）1978年
- ライデン（オランダ王国）1988年
- ハメーンリンナ（フィンランド共和国）1989年
- カリーニングラード（ロシア連邦）1995年
- チャドツァ（スロバキア共和国）1996年
- スウィンドン（イギリス連邦）2003年
- ノヴォ・メスト（スロベニア共和国）2005年
- ルーツィク（ウクライナ）
- 桂林市（中国）